# تشاب قولک
تشاب قولَك (بالفارسية: چپ قولک) هي قرية تقع في ولاية باميان في شمال وسط أفغانستان.

## الروابط الخارجية
- خريطة الأقمار الصناعية على Maplandia.com